# Беобанка
Беобанка је била банка у Србији. Банка је затворена почетком 2002. године, заједно са још три велике српске банке, Београдском банком, Југобанком и Инвестбанком.
Током деведесетих година је била главни спонзор фудбалског клуба Црвена звезда.